# Respirationsfysiologi
Respirationsfysiologi är läran om hur gasutbyte sker på cellulär och anatomisk nivå. Här ingår kunskap kring hur lungorna arbetar mekaniskt, det vill säga hur andningsorganen samverkar för att uppnå ventilation.
Anatomi: pleura, lungorna, trachea, diaphragman, m. intercostales externi, m. intercostales interni

## Volymer och mått

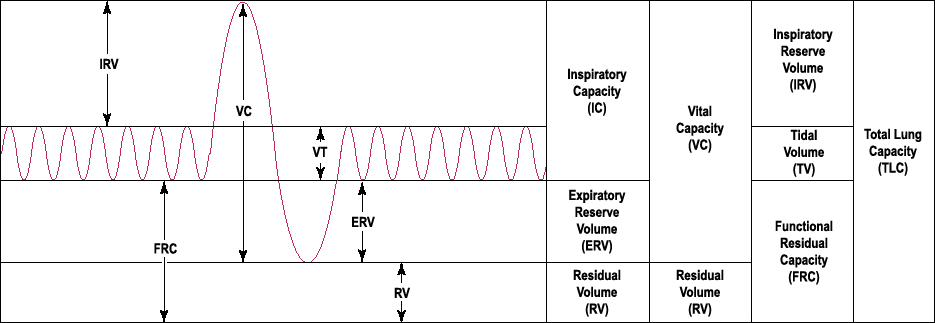
Grafisk representation av de olika lungvolymerna

Man mäter lungornas olika volymer enligt följande:
- TLC = total lungkapacitet
- VC = vitalkapacitet, dvs. den mängd utandningsluft som man maximalt kan andas ut efter maximal inandning, eller vice versa.
- FRC = funktionell residualkapacitet, den mängd luft som finns kvar i lungorna efter en normal utandning.[1]
- RV = residualvolym
- ERV = exspiratorisk reservvolym
- FEV1 = forcerad exspiratorisk volym på en sekund
- FVC = forcerad vitalkapacitet, dvs. så mycket man kan maximalt andas ut efter en maximal inandning.
- PEF = peak expiratory flow, högsta flödesnivå under forcerad utandning.
- MVV40 = Maximal volontär ventilation, maximal minutvolym när man andas 40 andetag i minuten.
- FEV1s/VC% = FEV%, anger hur många procent av vitalkapaciteten som utandas under den första sekunden, vilket ger ett mått på utandningsförmågan, ev. obstruktioner.
- Compliance = Ett mått på lungans eftergivlighet. Mäts genom förändring i volym (V) per förändring i pleuralt tryck (P): C=ΔV/ΔP. Ju större eftergivlighet desto lättare att expandera lungan. Höga värden ses bland annat vid KOL på grund av förlust av alveoler och elastisk bindväv. Låga värden syns bl.a. vid fibros/ärrvävnad.

## Ventilation
Inandning (inspiration) inleds genom att utöka volymen på bröstkorgen, därmed skapas ett undertryck i pleuran och därmed också i lungorna, vilket gör att luft dras in i luftvägarna. Detta sker genom att de yttre interkostalmusklerna höjer bröstkorgen samtidigt som diafragman dras nedåt. Undertrycket leder luft utifrån ner genom trachea, genom bronkerna ut till de minsta strukturerna, alveolerna där gasutbytet sker.
Utandning (exspiration/exhalation) sker vid lugn andning genom att inandningsmusklerna slappnar av, då kan bröstkorgens samt lungornas elastiska förmåga åter dra ihop bröstkorgen, så att man andas ut.
Vid normal, lugn andning har man en tidalvolym på cirka 500 ml, det vill säga att varje andetag drar man in en halvliter luft från omgivningen. Vid ökat metabolt behov kan denna stiga till flera liter, beroende på personens vikt, ålder och kön.
Genom att multiplicera tidalvolymen med andningsfrekvensen (andetag per minut) får man minutvolymen.

## Forcerad ventilation
Forcerad ventilation är när andningen sker mot ett motstånd, då använder man sig av de så kallade accessoriska (sekundära) andningsmusklerna, för att kunna generera en mer kraftfull in- och utandning.
Accessoriska andningsmuskler vid:
- Inandning är halsmusklerna musculus sternocleidomastoideus samt musculus scalenius som hjälper till att höja bröstkorgen, andra halsmuskler som hjälper att vidga luftvägarna, samt rygg- och nackmuskler som drar bak axelpartierna och sträcker ryggen, vilket ökar pleurahålans volym.
- Utandning är inre interkostalmusklerna, som verkar antagonistiskt mot de externa interkostalmusklerna, samt bukmuskulaturen, som hjälper till att pressa upp diafragman.

## Respirationshistologi
Luftstrupen består av hästskoformade ringar av hyalint brosk, som sluts samman av glatt muskulatur. Detta medför att luftstrupen kan dras åt när luftvägarna irriteras. En patologisk variant av detta ses vid astma, och behandlas med beta-2-agonister.
Den principiella uppbyggnaden av luftvägarna är densamma som i trachea, bronker ner till bronkiolerna. Bronkiolerna har dock ingen brosk. Bronkiolerna slutar i terminala bronkioler där alveolerna tar vid. 
Alveolerna utgörs av små hålrum som liknar "druvklasar" med elastisk bindväv mellan, som ger lungan dess elasticitet. Alveolväggarna är uppbyggda sorters epitelceller:
- Typ I pneumocyter: Är en typ av skivepitel och utgör 95% av ytan i alveolen. Dessa är väldigt tunna vilket möjliggör gasutbytet vid respiration.
- Typ II pneumocyter: Klassificeras som kubiskt epitel. Har två funktioner; dels har den förmåga till celldelning varigenom nya Typ I pneumocyter kan bildas vid behov. Dels producerar typ II pneumocyter surfaktanter som minskar vattnets ytspänning så att alveolen inte kollapsar.

## Gasutbyte
Gasutbyte sker för att kroppen skall kunna avge koldioxid i form av kolsyra, och därmed reglera pH-balansen, samt att ta upp syre som behövs i aeroba metabola processer.
Själva gasutbytet sker genom diffusion över typ I pneumocyternas cellmembran till intilliggande kapillärer i lilla kretsloppet. 
Delen av kapillären som är tillräckligt nära alveolen för att gasutbyte skall ske är cirka 1mm lång, och blodet passerar normalt denna sträcka på 0,75 sekunder. Detta är dock mer än nog för att hemoglobinet skall mättas med syre, detta är en av faktorerna som bidrar till att det finns en stor reservkapacitet i respirationssystemet.
Lilla kretsloppet utgörs av det blodomlopp som utgår från hjärtats högra kammare, perfuserar lungorna och slutligen levererar syrerikt blod till hjärtats vänstra kammare, där stora blodomloppet tar vid.
Gasutbytet sker genom diffusion nedför en koncentrationsgradient. I det venösa blodet hos en person med normalt gasutbyte är syrets partialtryck cirka 4,5 kPa, medan koldioxidens partialtryck är något högre, runt 5,5-6 kPa. Efter gasutbyte skett stiger syrets partialtryck till 10-11 kPa, medan koldioxidens partialtryck sänks något, till runt 5 kPa. 
Anledningen till de små variationerna i koldioxidens partialtryck är att koldioxid, i form av kolsyra (H2CO3), samt dess anjon bikarbonatjon (HCO3-) ingår i ett buffertsystem som är viktigt för att reglera kroppens pH-nivåer, som måste hållas inom ett strikt intervall på 7,35-7,45.

## Andningens reglering

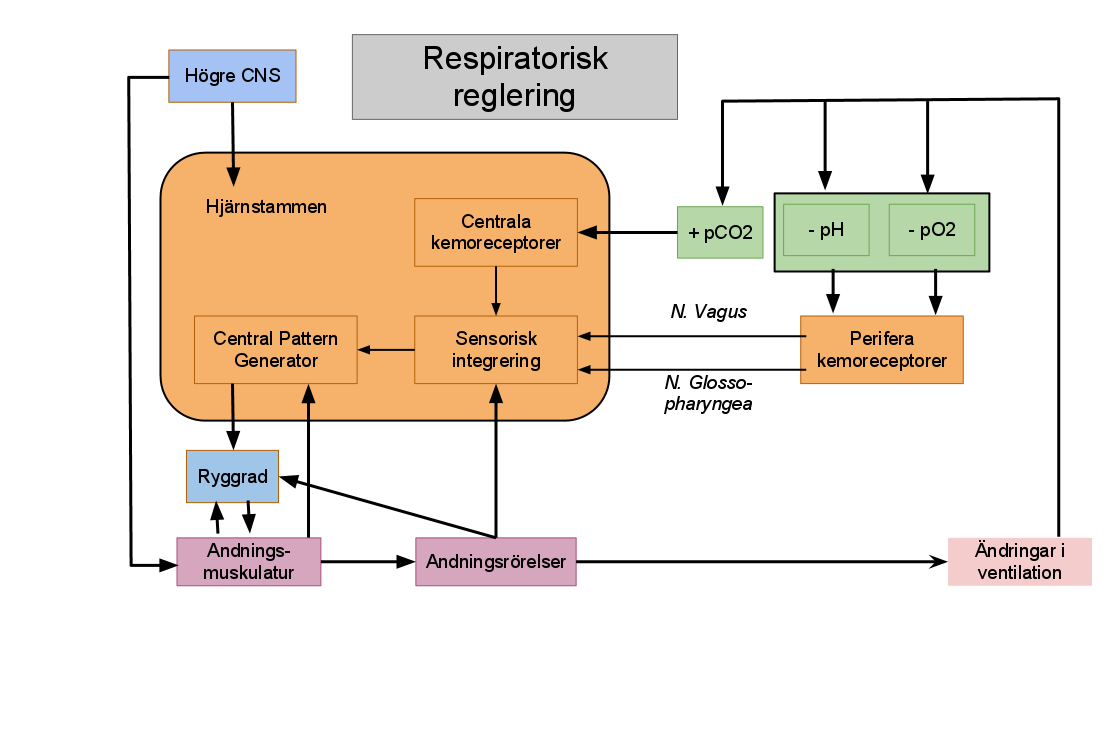
Överblicksbild över respiratorisk reglering. Förändringar i blodgasnivåer samt pH uppfattas av perifera samt centrala kemoreceptorer, som vidarebefordrar signalen till hjärnstammen för integrering. Från hjärnstammen går motorneuron som innerverar lungmuskulaturen, och genom att modulera den automatiska andningsrytmen kan kroppen återställa homeostas.

Andningens reglerande system tjänar till att först och främst generera en automatisk andningsrytm, samt därefter reglera denna rytm för att upprätthålla homeostas under förändrade villkor, exempelvis metabola förändringar (vilket reflekteras i förändringar i blodgasernas tryck, bland annat), förändringar i hållning och läge, samt episodiska förändringar, som när vi äter eller talar.
Den automatiska andningsrytmen genereras av andningsneuron i hjärnstammen, ett område kallat central pattern generator, CPG, som är beläget i medulla oblongata. CPG skickar signaler genom kraniella och spinala efferenta motorneuron, som innerverar andningsmuskulaturen. Skador på dessa områden kan ge rubbningar i andningsrytmen fungerar under olika förhållanden.
Den viktigaste motoriska nerven är mellangärdesnerven, nervus phrenicus, som kontrollerar diafragmans kontrahering och relaxering.
Andra viktiga andningsreglerande områden är pons, som är den kraftigaste, mellersta delen, belägen ovanför medulla oblongata. Den integrerar ingående signaler från högre CNS, och modulerar aktiviteten i CPG i medulla oblongata. Detta har man sett genom att skador på pons inte medför apné, dock förändras andningsrytmen.
Regleringen av andningen sker främst genom negativ återkoppling från kemoreceptorer, samt till viss del från tryck- och sträckreceptorer. Kemoreceptorerna kan delas in i följande:
- Perifera kemoreceptorer som är belägna i sinus caroticus på halspulsådern, samt i aortabågen, strax efter hjärtat. Dessa receptorer känner av förändringar i syremättnad, koldioxidmättnad samt pH-variationer.
- Centrala kemoreceptorer som sitter i medulla oblongata i förlängda märgen i hjärnstammen. Dessa känner främst av förändringar i pH, vilket är en produkt av ökade nivåer av kolsyra i blodet.

De perifera kemoreceptorerna skickar signaler via glossopharyngealnerven (fr. sinus caroticus) samt vagusnerven (fr. aortabågen). När pH eller O2-mättnaden sjunker, samt om CO2-mättnaden stiger, så ökar signalfrekvensen från kemoreceptorerna, vilket stimulerar hjärnans andningsreglerande områden till att öka ventilationen, genom ökad andningsfrekvens och/eller djupare andning.

### Viljestyrd kontroll över andningen
Centrala nervsystemet har förmågan att åsidosätta andningens reglering, vilket är viktigt för att vi ska kunna utföra saker som tal, äta, hålla andan, sniffa bland annat. Även om denna kontroll kan vara mycket precis, exempelvis vid reglering av utandning under tal och sång, så är kontrollen inte absolut. Den bygger på att input från reglerande mekanismer, som kemoreceptorerna, inte blir för hög. Det är exempelvis mycket svårt att hålla andan mycket länge, eftersom de högre hjärnfunktionerna som medger detta beteende kommer att överröstas av den starka driften till ventilation som skapas i lägre hjärnområden.
Nervprojektionerna som styr viljestyrd andningskontroll går separat från de automatiserade, därför kan man slå ut den ena, med behålla funktionen i den andra. I det fall då nervprojektioner från högre hjärnområden slås ut drabbas patienten av så kallad respiratorisk apraxi, det vill säga oförmåga att hålla andan. I motsatta fallet, det vill säga om skadan är på områden som styr eller nerver som medierar automatisk andningsrytm, så kommer personen som drabbats tvingas utföra medvetna andningsrörelser för att upprätthålla ventilation. Detta kallas ondines syndrom, efter en fransk teaterpjäs där huvudpersonen drabbas av detta.

### Andningsfrekvens
Normal andningsfrekvens efter ålder (andetag per minut):
- Nyfödda - upp till ett år: 30-40
- 1-3 år: 23-35
- 3-6 år: 20-30
- 6-12 år: 18-26
- 12-17 år: 12-20
- Över 18 år: 12–20